# Dome (empresa)
Dome Co. Ltd (株式会社童夢, Kabushiki Gaisha Dōmu), literalmente "el sueño de un niño", es un constructor Japonés de autos de carreras involucrado principalmente en carreras de autos deportivos y de ruedas abiertas.

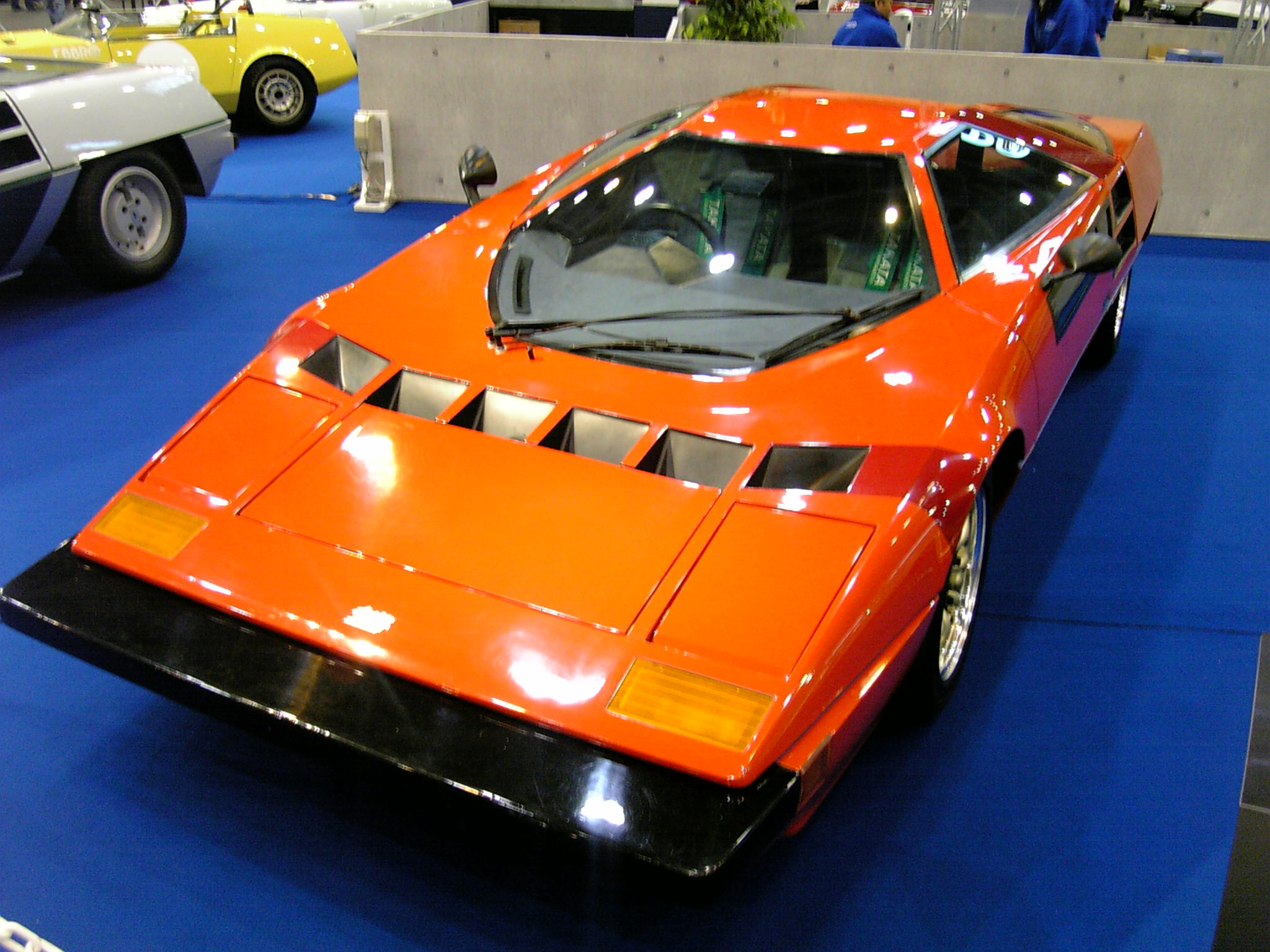
Dome Zero P-2 de 1979

## Historia

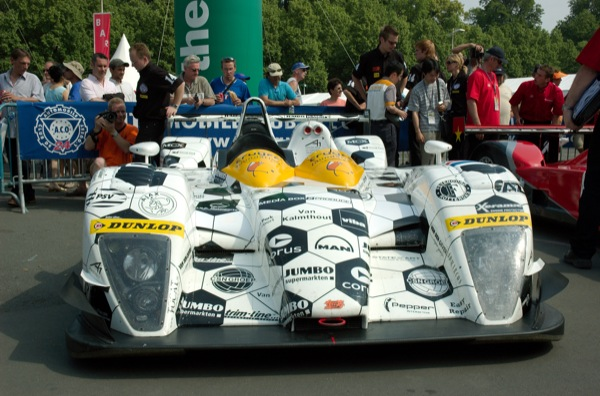
Un Dome S101hb en las 24 Horas de Le Mans de 2006

En 1965, Minoru Hayashi construyó su primer coche de carreras, un cupé Honda S600 modificado. Perteneciente a Tojiro Ukiya, fue llamado "Karasu" (cuervo en japonés), debido a su forma. Construido con un presupuesto reducido y en poco tiempo, el Karasu hizo hincapié en la reducción de peso y la aerodinámica utilizando materiales FRP. El coche ganó su primera carrera en la Suzuka Clubman Race, a pesar de que Hayashi no tenía experiencia en la construcción de coches de carreras. En 1966 pasó a construir el "Macransa", un Honda S800 más modificado, para competir en el Gran Premio de Japón. A éste le siguió tres años más tarde el "Kusabi", que era un coche de carreras de Fórmula Junior, y el "Panic" en 1971.
En 1975 en Takaragaike, Kioto, Hayashi formó Dome con la intención de fabricar automóviles con tiradas de producción pequeñas, utilizando máquinas de carreras para desarrollar la tecnología. Tres años después de la formación de la empresa en 1978, la empresa produjo su primer concept car diseñado para uso en carretera, el Dome Zero (童夢-零, Dōmu Zero ) con motor Nissan L28 . Hizo su debut público en el Salón del Automóvil de Ginebra del mismo año. Para el año siguiente, Dome produjo una versión de producción del Zero llamada Zero P2, que se exhibió en el Salón del Automóvil de Chicago y en la Auto Expo de Los Ángeles.. Sin embargo, el gobierno japonés le negó la homologación y no pudo entrar en producción.
Dome continuó como constructor de autos deportivos construyendo autos para el departamento de deportes de motor de Toyota, TOM'S , para competir en el Campeonato All Japan Super Silhouette, luego usó autos del Grupo C en el Campeonato All Japan Sports Prototype , que también se usaron para competir en el Campeonato Mundial de Autos Deportivos. hasta finales de la década, cuando Dome pasó a fabricar automóviles para Honda.

### Fórmula 3
Minoru Hayashi también ayudaría a su primo Masakazu Hayashi (de la empresa de ruedas de aluminio Hayashi) a establecer su propia empresa de fabricación de automóviles de fórmula. Después de producir coches para la categoría japonesa de Fórmula Junior 1600 durante 10 años, su primer coche de Fórmula 3 fue el Hayashi 803 Fórmula 3, diseñado por los dos primos. Le siguió el Hayashi 320 en 1981, diseñado por Masao Ono, quien también había diseñado el coche de F1 Kojima de 1976. Osamu Nakako ganó el título del Campeonato de Fórmula Tres de Japón conduciendo un Hayashi 320. También se modificó un 320 para la categoría Fórmula Atlántico y ganó el Gran Premio de Macao conducido por el estadounidense Bob Earl.. Un desarrollo posterior, el 321, entró en acción brevemente en Japón e Inglaterra. Luego, Ono cambió a Dome para trabajar en los diseños de autos deportivos, y Hayashi Racing cambió al chasis Ralt para ganar el título japonés de F3 con Kengo Nakamoto.
En 1984, el siguiente Hayashi 322 fue un éxito y ayudó a Shuji Hyodo a ganar el campeonato japonés de F3 de ese año. En 1985, el Hayashi 330 ganó una sola carrera de F3 japonesa, pero los resultados fueron lo suficientemente buenos como para colocar al piloto Shuji Hyodo en tercer lugar al final de la temporada. Un desarrollo del 322, el 331, apareció en un puñado de carreras japonesas de F3 en 1986 sin éxito y desapareció silenciosamente. Se atribuye a una crisis en el negocio de las ruedas de aluminio la causa de que Hayashi abandonara las carreras.

### Después de la Fórmula 3
En 1988, Dome volvería al diseño de automóviles de producción, estableciendo un estudio de diseño llamado Jiotto Design para diseñar automóviles con su propio túnel de viento de un cuarto de escala . El estudio produjo el superdeportivo Jiotto Caspita, que nunca entró en producción debido a la recesión.
Dome continuó compitiendo con Jan Lammers, Keiji Matsumoto, Ross Cheever y Thomas Danielsson , conduciendo hasta 1992, cuando Marco Apicella firmó para conducir el nuevo Dome-Mugen F103, consiguiendo el título en 1994. El programa de Fórmula 3000 continuó hasta 1998 con Shinji. Nakano, Katsumi Yamamoto y Juichi Wakisaka pero sin mucho éxito.

## Fórmula 1
A finales de 1995, Tadashi Sasaki se unió a Dome y ese otoño la compañía anunció su plan de ingresar a la Fórmula 1 con un automóvil diseñado por Akiyoshi Uko llamado Dome F105, utilizando una transmisión Minardi y un sistema hidráulico. Marco Apicella fue instalado como piloto de pruebas en 1996 y las tareas de conducción de pruebas fueron asumidas posteriormente por Shinji Nakano y Naoki Hattori . El esfuerzo planeado para el Campeonato Mundial de 1997 fracasó y el coche siguiente, el Dome F106, nunca se materializó debido a la falta de patrocinio y la negativa de Mugen a suministrar motores. El Acuerdo de la Concordia también retrasó el inicio del equipo. En 1999, todo el trabajo de desarrollo fracasaría después de la participación de Honda en BAR.

## Proyectos recientes

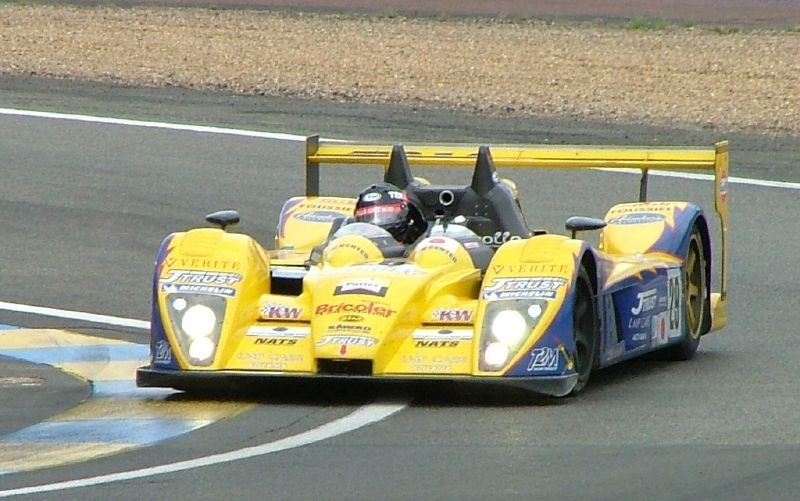
Un Dome S101.5 en 2007.

En 1999, Dome fundó Dome Cars Ltd. en el Reino Unido y el túnel Dome en Maihara, prefectura de Shiga, que originalmente estaba destinado a la construcción de F1. La compañía también centró sus esfuerzos en el Super GT Japonés, en el que participaban desde 1996 y también competía como equipo, además de construir el Honda NSX para otros equipos apoyados por la fábrica. También trabajaron en la aerodinámica del JTCC Honda Accord.
En 2001, se formó DOME Carbon Magic en Mishima, Prefectura de Shizuoka, específicamente para el desarrollo y fabricación de compuestos de carbono. Continuó construyendo y compitiendo con el Honda NSX en la serie Super GT recientemente renombrada, con Takata como patrocinador principal.

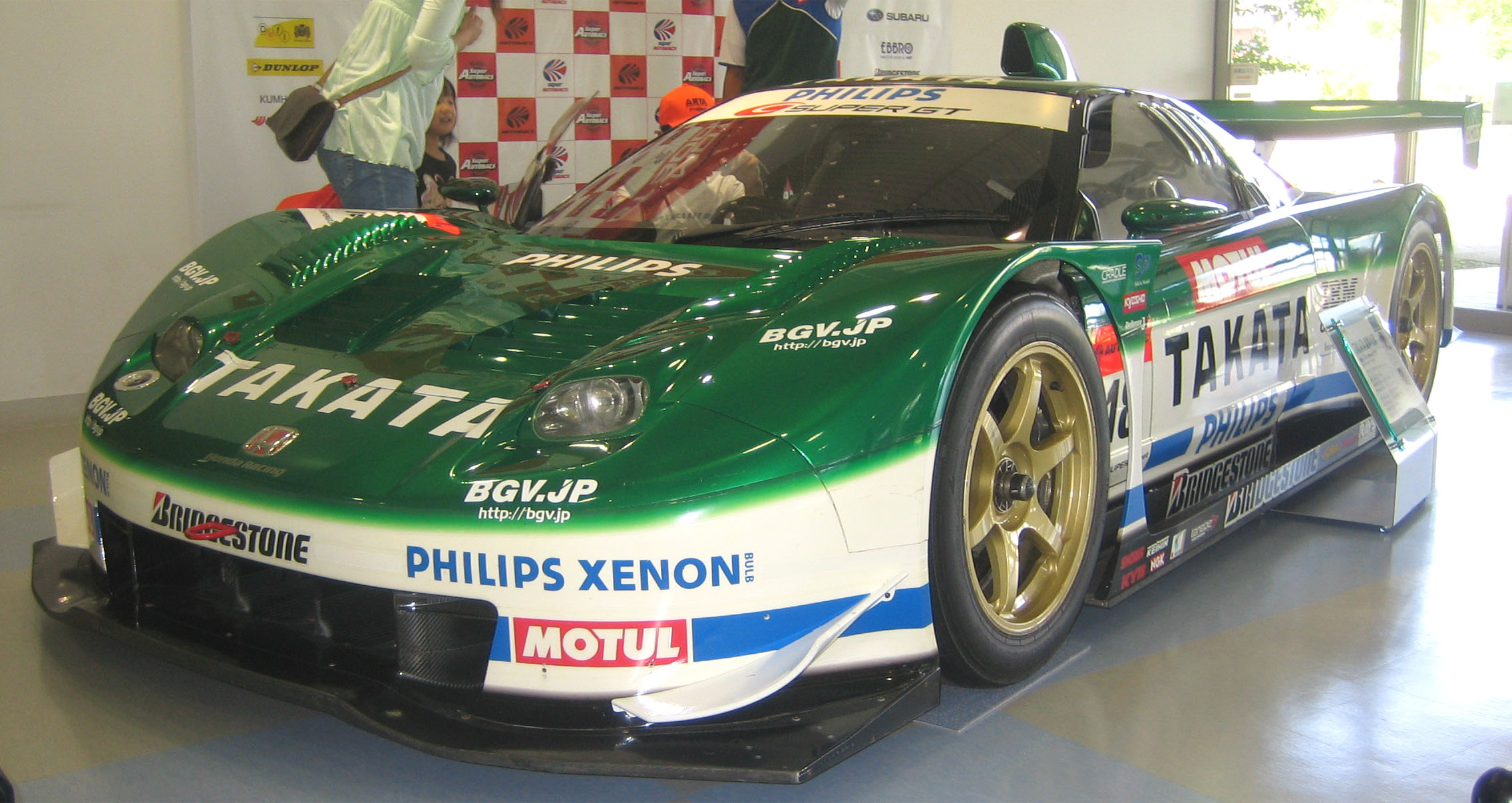

Dome también actualizó su prototipo de chasis Dome S101 Le Mans para cumplir con las nuevas regulaciones para 2007. El nuevo automóvil ha sido denominado S101.5. Estos S101 fueron suministrados a Racing for Holland. En 2008, Dome presentó un prototipo de cabina cerrada llamado S102 para la clase Le Mans Prototype 1 (LMP1) y participó en las 24 Horas de Le Mans de 2008 después de una ausencia de 22 años.
En febrero de 2012, Dome anunció que introducirá un S102 actualizado en las 24 Horas de Le Mans de 2012 . El automóvil actualizado, denominado S102.5, estará propulsado por un Judd V8 de 3.4L. En su salida hacia Dome, el equipo autofinanciará las operaciones de carrera, en lugar de arrendar su auto a un equipo de carreras financiado por separado. Dome se alió con Pescarolo para las operaciones de carrera hasta que este último se disolvió, y le ha ordenado a su equipo que centre el desarrollo en la velocidad absoluta durante una vuelta, en lugar de en la confiabilidad o el ritmo de resistencia para una carrera de 24 horas.
En 2014, Dome dejó Super GT como miembro del equipo para centrarse en la construcción de la plataforma Mother Chassis para la clase GT300; Se informó que el equipo regresaría en 2017, pero no se materializó a favor de ingresar un Honda Civic TCR en la Serie Super Taikyu.